# 江口醇
江口醇是四川平昌县出产的一种白酒，源于1879年，曾任无锡知县和海州道员的廖伦晚年告老还乡于平昌江口场，在当地南台山下所建“南台酒坊”所产的“南台酒”。当局于1953年将“南台酒坊”改为“国营平昌县酒厂”，后数度易名。江口醇乃以糯米、高粱为主料，谷壳为辅料，小麦制曲时辅以二十余味中草药，依混蒸续糟、边糖化边酒化的“窖中窖”复式泥窖固态发酵工艺酿成的浓香型白酒和兼香型白酒，曾与五粮液、泸州老窖、剑南春、郎酒、水井坊和沱牌曲酒为川酒七朵金花。2006年，江口醇酒被国家商务部首批认定为“中华老字号”产品。2011年11月，“江口醇酒”成功申报国家地理标志保护产品。唯酒厂于2013年进入塑化剂风波，其下出口至韩国的品牌“诸葛酿”被查出内含增塑剂邻苯二甲酸二正丁酯(DBP)，被韩国政府没收和禁售，酒厂因此大受打击，终在2020年再次改组，其地位也由原川酒七朵金花降为川酒十朵小金花。现产品包括“江口醇”、“诸葛酿”、“蛟龙”、“大酱风度”、“南台龙酒”、“中国红·龙酒”等系列。